# Pseudostenophylax squamolineatus
Pseudostenophylax squamolineatus är en nattsländeart som beskrevs av Schmid 1991. Pseudostenophylax squamolineatus ingår i släktet Pseudostenophylax och familjen husmasknattsländor. Inga underarter finns listade i Catalogue of Life.